# Operace Matador
Operace Matador nebo bitva o Al Qaim představovala vojenskou ofenzívu americké námořní pěchoty zaměřenou proti iráckým povstalcům v provincii Anbár, ke které došlo mezi 8. - 19. květnem 2005. Oblast byla známá pašováním zbraní a zahraničních bojovníků do země.

## Boj
V průběhu května roku 2005 bojové uskupení americké námořní pěchoty Task Force 3/2 a Task Force 3/25 proniklo do hloubky území kontrolovaného povstalci v blízkosti hranic se Sýrií. V čele útoku byla 814. ženijní rota. Jednou z prvních úkolů jednotky bylo vytvoření přechodů přes řeku. Následovalo jedenáct dní trvajících bojů, v nichž zahynulo 125 osob podezřelých z terorismu. Dalších 39 osob bylo zajato. Námořní pěchota přišla o devět mužů, přičemž 40 dalších bylo zraněno. Nejtěžší ztráty utrpělo jedno družstvo 1. čety roty L 3. praporu, ze kterého byli všichni členové zabiti nebo zraněni.
Část povstalců měla k dispozici vojenské uniformy a neprůstřelné vesty. Také jejich výcvik a vojenská taktika nasvědčovaly o systematické přípravě. Do boje zasáhly i skupiny fedajínů, milicí věrných Saddámu Husajnovi.

## Po boji
I když byla námořní pěchota schopná získat nad oblastí kontrolu, neměla dost mužů na to, aby si ji dlouhodobě udržela. Povstalci krátce po odchodu amerických vojáků pokračovali ve svých aktivitách. I přes krátkodobý dosah operace Matador pokračovala spojenecká vojska v pokusech o vyčištění povstaleckých bašt po celém Iráku. Jen pár dní po skončení operace Matador proběhla podobná operace pod označením „Squeeze Play“ v iráckém hlavním městě Bagdád.